# 오정동 (대전)
오정동(梧井洞)은 대한민국 대전광역시 대덕구의 동이다. 또한 오정동은 지리적으로 대덕구 남쪽에 위치하고 있으며, 동쪽으로는 동구 용전동과 홍도동, 남쪽은 동구 삼성동과 중구 중촌동, 서쪽은 서구 둔산동, 북쪽은 대화동과 중리동에 인접해 있는 동이다. 오정동의 자연마을로는 뜸뜸이, 노촌, 주막거리, 새뜸(봉촌), 오물, 병원뜸, 신호장뜸, 안골(내동), 양지말, 말랭이(날맹이) 등의 마을이 띄엄띄엄 열두 뜸이 있어 열두 오물이라고 하였는데, 마을들은 크게 보아 하나의 생활권이었다. 경부선, 호남선 철도의 분기점이며, 오정농수산물시장, 그리고 한남대학교가 소재해 있다.

## 지명
옛날에 이 지역에 ‘큰 우물’이 있어서 ‘우물’이라 하였는데, 언제인가부터 선산 곽씨가 살면서 호를 ‘오물재’(五勿齋)라 하여 마을명을 ‘오물’(五勿)로 고쳤다고 한다. 오물재 곽선생은 평소에 학덕이 높고 행실이 곧아 주위의 추앙을 받았는데, 그는 공자의 비래물시(非禮勿視)·비래물청(非禮勿聽)·비래물언(非禮勿言)·비래물동(非禮勿動) 등 네 가지의 예가 아니면 행하지 않는다는 덕목에다 자신의 소신 한가지를 더하여 오물재라 하고 자신의 호를 삼았던 바, 뒤에 오물재 선생이 사는 마을이기 때문에 마을 이름을 ‘오물’이라 불렀다고 한다. 또한 우물가에 오동나무가 있어 ‘오정’(梧井)이라고 하였다.

## 연혁
- 1914년: 일제의 행정구역 개편으로 회덕군이 진잠군과 통합 대전군이 되었고, 오정동은 내동·노촌·상오리·오정리·봉촌일부, 외남면의 동산리 일부, 서면 노촌을 병합하여 오정리라 하고 대전군 내남면에 편입
- 1931년: 대전군 대전면이 읍으로 승격, 대전군 1읍 11개 면으로 형성
- 1935년: 대전읍이 부로 승격, 내남면의 일부가 대전부로 편입
- 1963년: 대전시 구역확장으로 대전시에 편입되어 오정동이 됨
- 1989년: 대전시가 대전직할시로 승격, 대덕군이 폐지되고 대덕구가 신설되자 대덕구 오정동이 됨
- 1990년 8월 1일: 대덕구청사가 있는 동구 홍도동 일부지역을 편입.[3]
- 1995년: 대전광역시 대덕구 오정동(현재)

## 주요 시설
- 오정농수산물시장
- 대덕구청

## 교육
- 대전동도초등학교
- 대전동산초등학교
- 대전화정초등학교
- 오정중학교
- 대전대화중학교
- 대전경덕중학교
- 대전생활과학고등학교
- 대전신학대학교
- 한남대학교